# ルーリー・マコノキー
ルーリー・マコノキー（Ruaridh McConnochie、1991年10月23日 - ）は、プレミアシップバースに所属するラグビーユニオン選手。

## プロフィール
- イングランド・ロンドンランベス区出身。
- ポジションはウィング(WTB)。
- 身長 189cm、体重 91kg
- イングランド代表キャップは2（2020年3月現在）でラグビーワールドカップ2019のイングランド代表に選ばれた[1]。
- 7人制イングランド代表に選ばれたことがある[2]。

## 略歴
2016年、リオ五輪の7人制イギリス代表に選ばれ銀メダル獲得。 
2018年、バースに加入。 